# Kei (afzettingsgesteente)

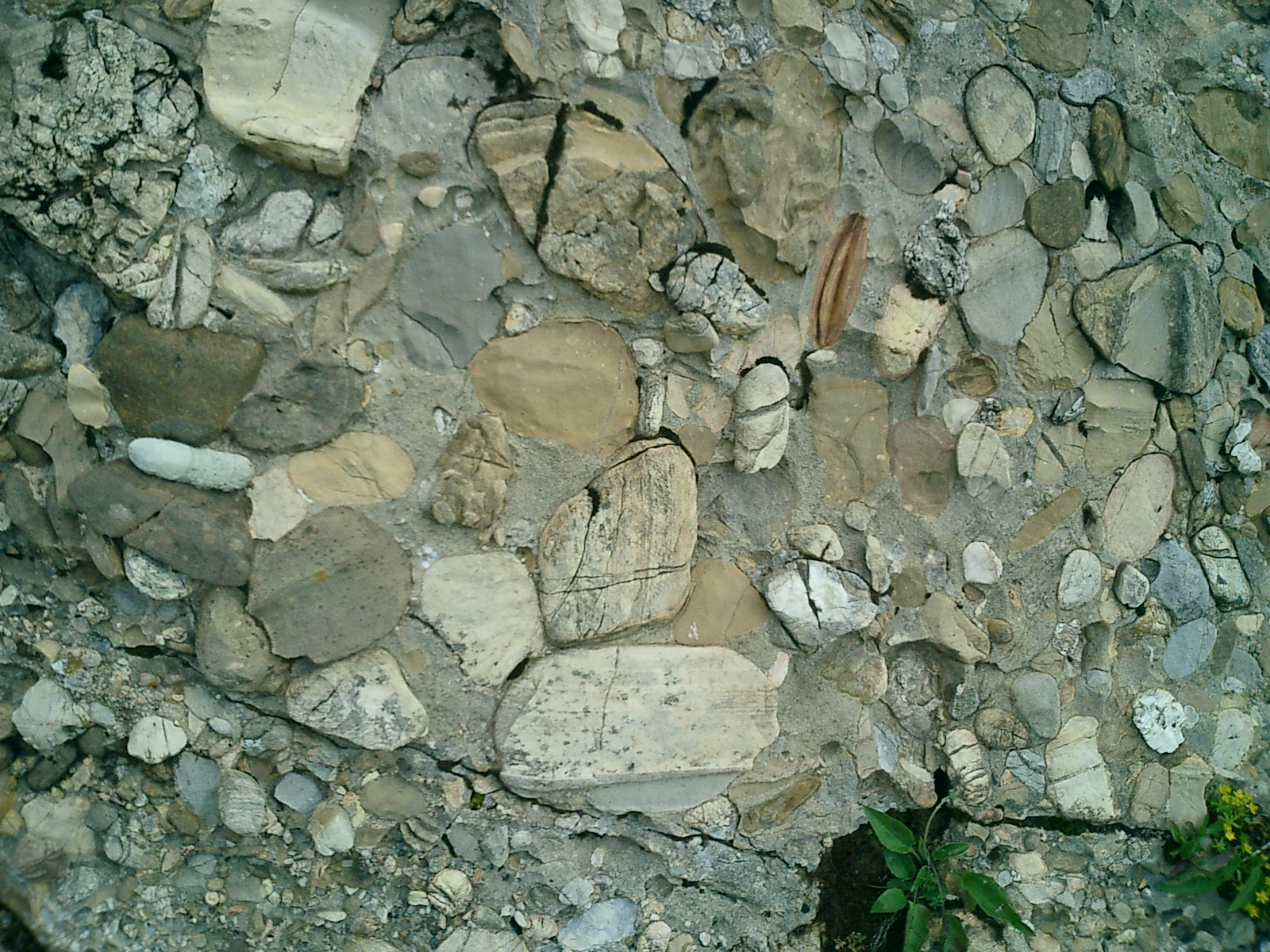
Nagelfluh in de Speer (Sankt Gallen, Zwitserland) waarin diverse keien zitten.

Kei is een granulair ('korrelig') afzettingsgesteente. De korrels zijn grover dan die van stenen en fijner dan die van blokken.

## Definities
In Nederland is de classificatie van korrelgrootteklassen vastgelegd in NEN 5104.
Voor keien bestaat de volgende definitie:
- Keien zijn alle korrels in een afzettingsgesteente ≥ 200 mm en < 630 mm.

- De keienfractie in een afzettingsgesteente is de korrelgroottefractie ≥ 200 mm en < 630 mm.
- Keiengrind is een granulair afzettingsgesteente waarvan de korrels een mediane grootte hebben van ≥ 200 mm en < 630 mm.

Keien zijn een erosieproduct, ontstaan uit vast gesteente en worden meestal door rivieren getransporteerd en afgezet. Keien kunnen ook op rotskusten ontstaan door de werking van de branding. Keien komen meestal voor in een mengsel met grind en zand.